# Богданівська сільська рада (Броварський район)
Богда́нівська сільська́ ра́да — адміністративно-територіальна одиниця та орган місцевого самоврядування у Броварському районі Київської області. Адміністративний центр — село Богданівка.

## Загальні відомості
Богданівська сільська рада утворена в 1918 році.
- Територія ради: 81,64 км²
- Населення ради: 3603 особи (станом на 2001 рік)

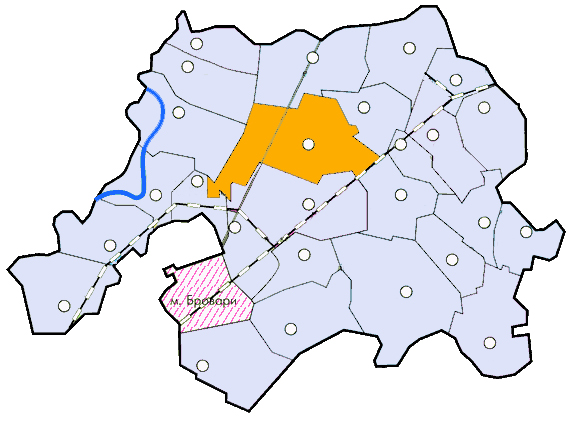
Богданівська сільська рада на мапі броварського району

Села сільської ради газифіковані. Дороги з твердим покриттям в незадовільному стані.

## Адреса сільської ради
07433, Київська обл., Броварський р-н, с. Богданівка, вул. Б. Хмельницького, 219.

## Населені пункти
Сільській раді підпорядковані населені пункти:
- с. Богданівка
- с. Залісся

## Склад ради
Рада складається з 14 депутатів та голови.
- Голова ради: Бобко Юрій Миколайович
- Секретар ради: Новохацький Сергій Васильович

### Керівний склад попередніх скликань
| Прізвище, ім'я, по батькові | Основні відомості                                                 | Дата обрання | Дата звільнення |
| --------------------------- | ----------------------------------------------------------------- | ------------ | --------------- |
| Дуженко Григорій Михайлович | Сільський голова, 1953 року народження, освіта вища, безпартійний | 26.03.2006   | 31.10.2010      |
| Дуженко Григорій Михайлович | Сільський голова, 1953 року народження, освіта вища, безпартійний | 31.10.2010   | 25.10.2015      |
| Бобко Юрій Миколайович      | Сільський голова, 1961 року народження, освіта вища, безпартійний | 25.10.2015   |                 |

Примітка: таблиця складена за даними сайту Верховної Ради України та ЦВК

### Депутати VII скликання
За результатами місцевих виборів 2015 року депутатами ради стали:

#### За суб'єктами висування
| Суб'єкт висування           | Кількість обраних депутатів | %     |
| --------------------------- | --------------------------- | ----- |
| Самовисування               | 13                          | 92.86 |
| Політична партія «Наш край» | 1                           | 7.14  |

#### За округами
| № округу | Прізвище, ім'я, по батькові       | Ким висунуто                | Дата нар.  | Освіта           | Партійна приналежність | Відомості                                                                |
| -------- | --------------------------------- | --------------------------- | ---------- | ---------------- | ---------------------- | ------------------------------------------------------------------------ |
| 1        | Кочубей Микола Максимович         | Самовисування               | 09.02.1964 | вища             | безпартійний           | Богданівська сільська рада, секретар                                     |
| 2        | Бобко Надія Миколаївна            | Самовисування               | 17.07.1954 | вища             | безпартійна            | Богданівська загально- освітня школа І-ІІІ ступенів, вчитель             |
| 3        | Суліменко Олександр Олександрович | Самовисування               | 18.08.1986 | вища             | безпартійний           | ДТГО ВП Головний матеріальний склад Південно-Західної залізниці, інженер |
| 4        | Солянніков Олександр Сергійович   | Самовисування               | 09.07.1987 | вища             | безпартійний           | Приватнийпідприємець                                                     |
| 5        | Новохацький Сергій Васильович     | Самовисування               | 10.08.1981 | вища             | безпартійний           | ФОП Хилько, продавець                                                    |
| 6        | Беленок Микола Кондратович        | Самовисування               | 26.01.1958 | загальна середня | безпартійний           | Безробітний                                                              |
| 7        | Лихогод Григорій Іванович         | Самовисування               | 15.01.1963 | загальна середня | безпартійний           | Броварська філія газового господарства, слюсар                           |
| 8        | Теплюк Олександр Олександрович    | Самовисування               | 16.08.1970 | вища             | безпартійний           | Державна лабораторія ветеринарно-санітарної експертизи № 20, завідувач   |
| 9        | Теплюк Євгеній Вікторович         | Самовисування               | 01.01.1984 | вища             | безпартійний           | Приватний підприємець                                                    |
| 10       | Волченко Дмитро Володимирович     | Самовисування               | 08.02.1980 | вища             | безпартійний           | Богданівська медична амбулаторія, лікар-стоматолог                       |
| 11       | Згонник Михайло Григорович        | Самовисування               | 28.09.1951 | вища             | безпартійний           | Безробітний                                                              |
| 12       | Бобко Ольга Федорівна             | Політична партія «Наш край» | 06.03.1958 | вища             | безпартійна            | Богданівська Сільська рада, головний бухгалтер                           |
| 13       | Василенко Сергій Миколайович      | Самовисування               | 05.06.1964 | загальна середня | безпартійний           | Богданівська сільська рада, водій-пожежник                               |
| 14       | Остролуцька Людмила Миколаївна    | Самовисування               | 10.08.1973 | загальна середня | безпартійна            | ТОВ «Водний світ», охоронець                                             |